# Himacerus mirmicoides
Himacerus mirmicoides (лат.) — вид насекомых из семейства клопов-охотников (Nabidae). Видовое название дано из-за внешнего сходства его нимф на ранних этапах развития с муравьями.

## Распространение

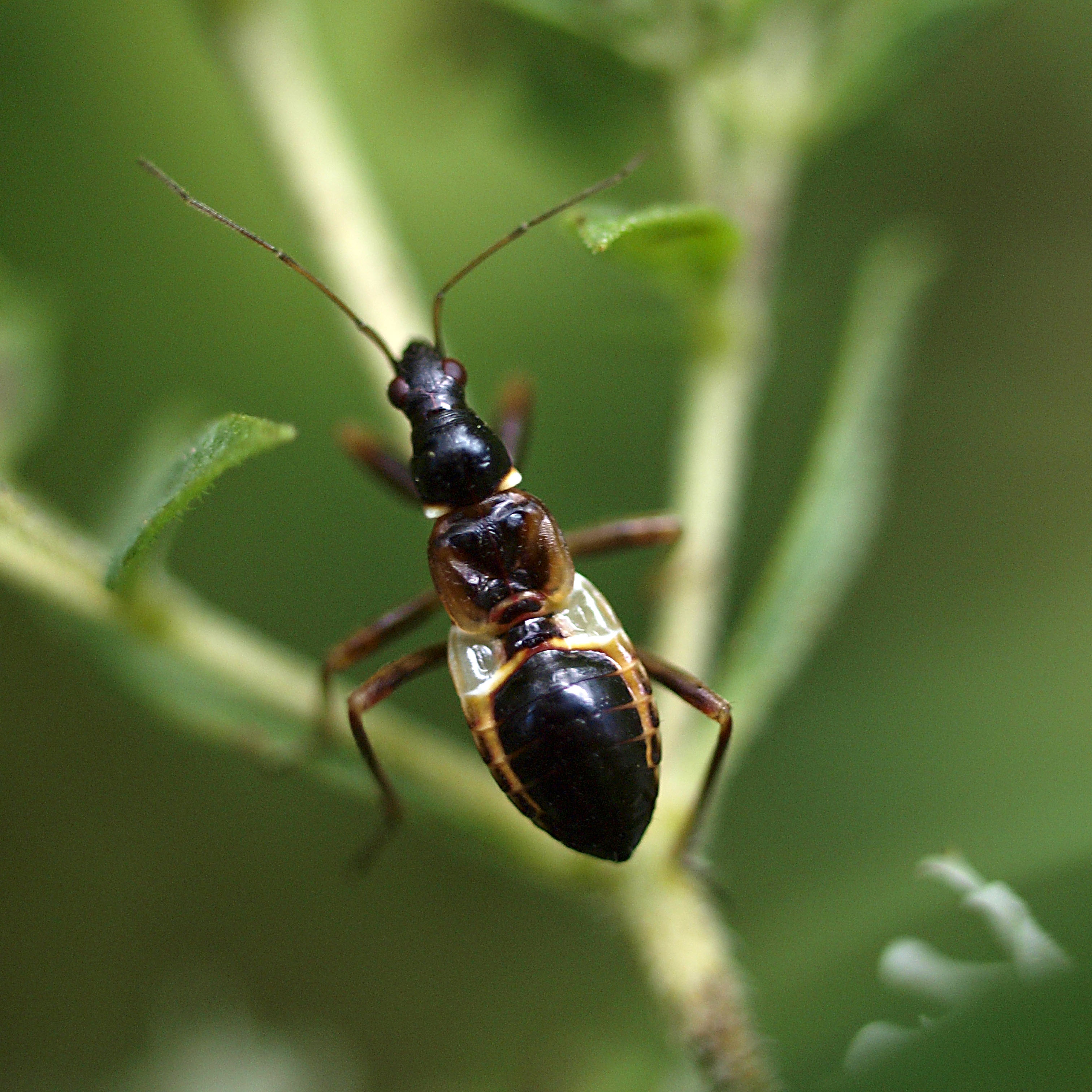
Нимфа

В Европе встречаются почти повсеместно. Этих клопов находят на земле, в низкой траве и на сухих открытых местах.

## Описание
Himacerus mirmicoides достигают 7—8 мм в длину. Тело коричневое. Облик достаточно схож с Himacerus apterus, однако между ними имеются различия.